# Giuseppe Lombardo Radice
Pour les articles homonymes, voir Radice.
Giuseppe Lombardo Radice (Catane, 24 juin 1879 – Cortina d'Ampezzo, 16 août 1938) est un pédagogue italien. 

## Biographie
Après avoir passé la licence de philosophie à l'Université de Pise, Lombardo Radice enseigna d'abord en collège, publiant quelques études sur Platon, à Foggia et à Palerme, où en 1907 il fonda avec Giovanni Gentile la revue Nuovi Doveri. Entre 1911 et 1922, il enseigna la pédagogie à l'Université de Catane. 
Par la suite, dans les années 1922-1924, donc pendant le fascisme, dépendant directement du ministre de l’Instruction publique d’alors, Giovanni Gentile, il collabora à la rédaction des programmes ministériels pour les écoles élémentaires ou primaires, en prévoyant entre autres d’employer aussi les langues régionales dans les textes didactiques destinés aux écoles (le programme Du dialecte à la langue) dans le respect des différences historiques entre les Italiens. En fait cela ne se traduisit pas dans la pratique effective, du fait de l’insistance unificatrice et nivelante  de l'idéologie fasciste. 
Il collabora avec Gentile à la traduction en italien de la Critique de la raison pure d'Immanuel Kant.
On ne peut associer son action à l'idéologie fasciste du fait que, lorsque le Fascisme révéla ouvertement sa nature totalitaire avec l’assassinat de Matteotti en 1924, il alla enseigner la pédagogie à l'Istituto superiore di magistero de Rome jusqu'à 1928. Pour avoir abandonné la collaboration avec le gouvernement fasciste il connut une période de marginalisation qui le poussa à se retirer de la politique active (mais sans jamais prendre ouvertement ses distances avec le fascisme, comme ce fut le cas pour une grande partie des universitaires de son temps). Il retourna donc à l'enseignement et à la diffusion de nouvelles idées pédagogiques avec la revue L'educazione nazionale. Ces idées pédagogiques s'inspiraient de l'œuvre du grand philosophe américaine Ralph Waldo Emerson, considéré par Lombardo Radice comme le « prophète de l'éducation nouvelle ». Il admira et soutint les idées pédagogiques adoptées à Muzzano (Tessin) par la pédagogue, Maria Boschetti-Alberti de Bedigliora. 

## Œuvres
- Della origine dello scetticismo e della antitesi fra legge naturale e positiva nei sofisti, Florence, Tip. Galileiana, 1901.
- Osservazioni sullo svolgimento della dottrina delle idee in Platone, Florence, Tipografia galileiana, 1903.
- Studi sulla scuola secondaria

I, Dalla Scuola elementare alla Scuola secondaria classica. Note di pedagogia e di didattica, Catane, Fratelli Battiato, 1905.
II, L'istruzione magistrale e l'insegnamento della pedagogia, Catane, Fratelli Battiato, 1907.
- Studi platonici, Arpino, Giovanni Fraioli, 1906.
- Nozioni di grammatica italiana. Ad uso scuole medie di primo grado. Con numerosi esercizi, I, Morfologia, Catane, C. Battiato, 1907.
- Grammatica italiana, semplificata e liberata dai consueti schemi Pseudo-razionali, per gli alunni delle scuole ginnasiali, tecniche e complementari. Morfologia e sintassi, Catane, F. Battiato, 1908; 1910.
- Saggi di propaganda. Politica e pedagogica (1907-1910), Milan-Palerme, Sandron, 1910.
- Le scuole italiane all'estero. Note sulla indecorosa politica della consulta da Rudinì a Tittoni, Ortona, Bonanni, 1910.
- Il concetto dell'educazione e le leggi della formazione spirituale. Saggio di pedagogia filosofica, Milan - Palerme, Sandron, 1911; Catane, Battiato, 1916.
- Teoria e storia dell'educazione

I, L'ideale educativo e la scuola nazionale. Lezioni di pedagogia generale fondata sul concetto di autoeducazione, Palermo, Sandron, 1916; 1923.
II, Lezioni di didattica e ricordi di esperienza magistrale, Palerme, Sandron, 1913; 1917.
- La milizia dell'ideale. Letture sull'educazione proposte agli allievi maestri e agli studiosi, Napoli, F. Perrella, 1913.
- Come si uccidono le anime, Catane, Battiato, 1915.
- La preparazione degli insegnanti, con particolare riguardo alla facoltà di Filosofia e Lettere, Catane, Battiato, 1915.
- Clericali e massoni di fronte al problema della scuola, Rome, La voce, 1920.
- L'esame di Stato, Rome, La voce, 1920.
- La riforma universitaria e le facoltà siciliane. Discorso, Catane, Galati, 1921.
- Nuovi saggi di propaganda pedagogica, Turin, Paravia, 1922.
- Educazione e diseducazione, Florence, Bemporad-La voce, 1923.
- Accanto ai maestri. Nuovi saggi di propaganda pedagogica, Turin, Paravia, 1925.
- Athena fanciulla. Scienza e poesia della scuola Serena, Florence, Bemporad, 1925; 1926.
- Il linguaggio grafico dei fanciulli, Rome, Associazione nazionale per gli interessi del mezzogiorno d'Italia, 1925.
- Vita nuova della scuola del popolo. La Riforma della scuola elementare, Palerme, Sandron, 1925.
- La buona messe, Rome, Associazione nazionale per gli interessi del mezzogiorno d'Italia, 1926.
- I piccoli "Fabre" di Portomaggiore, Roma, Associazione nazionale per gli interessi del mezzogiorno d'Italia, 1926.
- Scuole, Maestri e libri. Raccolta di indagini essenziali, Palermo-Roma, Sandron, 1926.